# 潜熱
潜熱（せんねつ、英語: latent heat）とは、物質の相が変化するときに必要とされる熱エネルギーの総量である。通常は融解に伴う融解熱と、蒸発に伴う蒸発熱（気化熱）の2つをいう。潜熱の概念は1750年にジョゼフ・ブラックが導入した。
物質が固体から液体、もしくは液体から気体に相転移するときには吸熱が起こり、逆の相転移のときには発熱が起こる。
上昇気流で凝結する際に生じる水分子が水面から大気中へと蒸発する場合（十分な量の液体の水があると考える）、水分子は相転移して気体となるが、この際吸熱が起こる。その結果水面に接する大気は周囲の大気よりも低温となって多くの水蒸気を含む。水を水蒸気に変化させるためにはエネルギーが必要であるため、液体の水はそこから蒸発する水蒸気によって熱エネルギーを奪われている、つまり熱を吸収しているのである。逆に水蒸気が水や氷に変化するときには、水蒸気が持っているエネルギーが凝結（凝固、凝縮の総称）に伴って放出される。
なお、台風・ハリケーン・サイクロンなどの熱帯低気圧のエネルギー源は亜熱帯高気圧上に漂う潜熱が原因である。

## 再生冷却
気化潜熱を利用して冷却する方法。多くの冷凍機や冷房装置に使用されている。ロケットエンジンでは推進剤を燃焼室壁面に構成される管内を循環する事で冷却する。大半の液体燃料ロケットで使用される。